# Klaus Buchheister
Klaus Buchheister (* 18. Februar 1934; † 25. April 2013) war ein deutscher Politiker (CDU). Er war von 1990 bis 1994 Mitglied im Landtag von Sachsen-Anhalt.

## Ausbildung und Leben
Klaus Buchheister legte 1952 das Abitur an der Oberschule Genthin ab und studierte 1953 bis 1958 Veterinärmedizin an der Humboldt-Universität Berlin. 1984 bis 1986 machte er eine Fachtierarztausbildung an der Karl-Marx-Universität Leipzig. 1959 bis 1961 war er Tierarzt in der Tuberkulosebekämpfung, 1961 bis 1987 praktischer Tierarzt und seit 1987 Hygienetierarzt und Leiter des Veterinärhygienebereiches Genthin/Havelberg.
Klaus Buchheister, der evangelischer Konfession ist, ist verheiratet und hat drei Söhne.

## Politik
Klaus Buchheister trat 1970 der CDU der DDR bei. Er wurde bei der ersten Landtagswahl in Sachsen-Anhalt 1990 im Landtagswahlkreis Genthin – Havelberg (WK 7) direkt in den Landtag gewählt.